# Elaeocarpus dentatus
Elaeocarpus dentatus é uma espécie de angiosperma da família Elaeocarpaceae.
Apenas pode ser encontrada na Nova Zelândia. Seus nomes na língua maori são: hangehange, pōkākā e whīnau.